# Andy Connell
Andrew John "Andy" Connell (Mánchester, 26 de julio de 1961) es un músico y compositor británico, quien junto con Corinne Drewery, forman el dúo Swing Out Sister.

## Swing Out Sister
Swing Out Sister comenzó en 1985, cuando Connell y Jackson se asociaron con Corinne Drewery. Desde el establecimiento de la banda, Connell ha sido el principal compositor y arreglista de las canciones de Swing Out Sister, incluyendo " Breakout " que llegó al Top 10 en Reino Unido y EE. UU.